# بوم النظارة
البومة المذهلة أو بومة النظارات ( Pulsatrix perspicillata) هي بومة استوائية كبيرة موطن للمقويات الجديدة. وهي سلالة مقيمة في الغابات من جنوب المكسيك وترينيداد، عبر أمريكا الوسطى، جنوبًا إلى جنوب البرازيل، باراغواي وشمال غرب الأرجنتين. هناك ستة أنواع فرعية. يتم التعامل مع المرء أحيانًا كنوع منفصل يسمى البومة القصيرة ذات اللون البني أو البني  ولكن الإجماع هو أنه لا يزال مجرد سباق حتى يمكن إجراء تحليل أكثر تفصيلاً.

## التوزيع

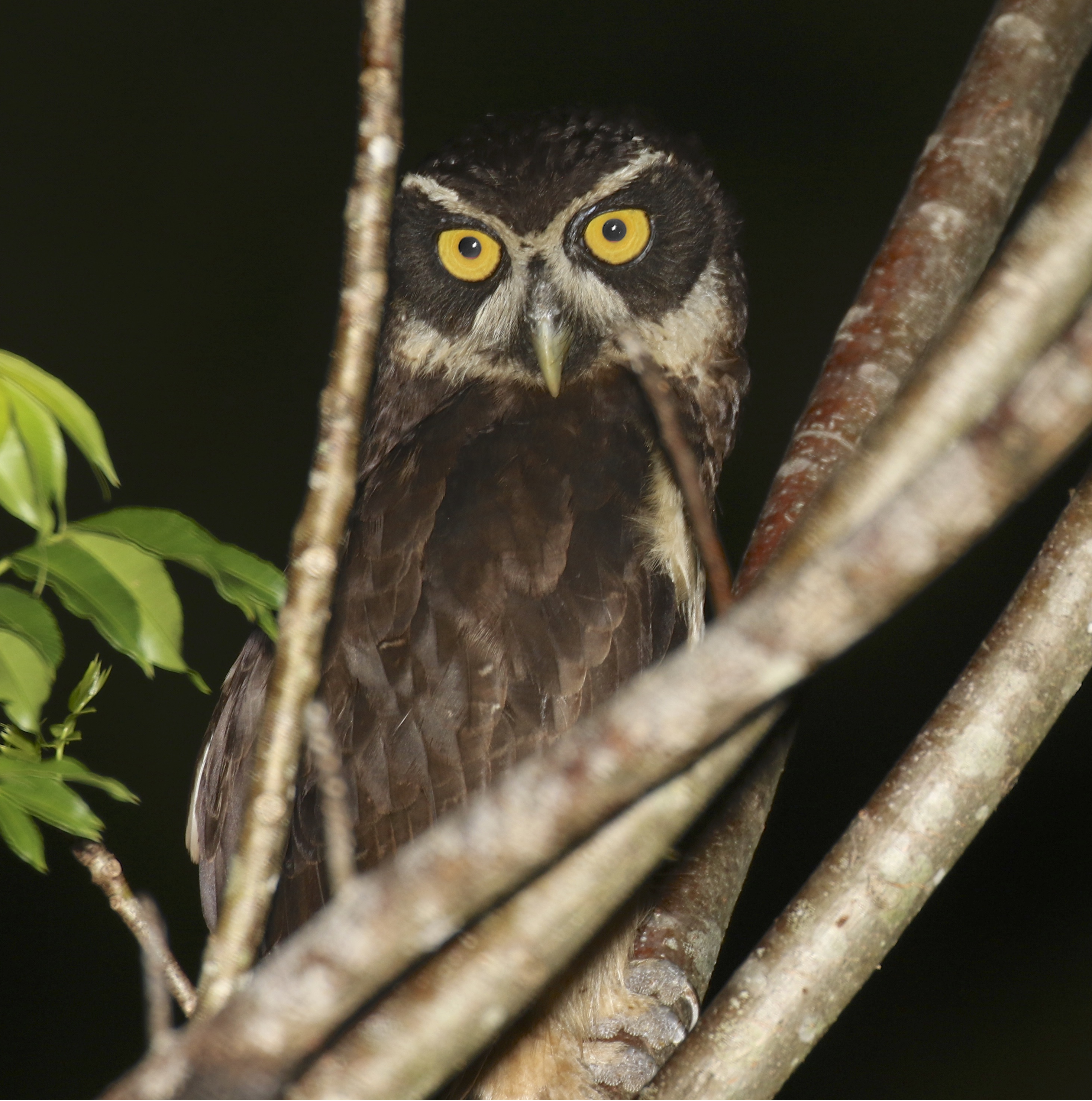
منطقة تشان تشيتش لودج، بليز - صورة فلاش

تم العثور على البومة في المكسيك وأمريكا الوسطى ( بليز وغواتيمالا والسلفادور وهندوراس ونيكاراغوا وكوستاريكا وبنما ) وترينيداد وتوباغو وأمريكا الجنوبية ( كولومبيا وفنزويلا وسورينام وغويانا الفرنسية وغيانا وباراغواي والإكوادور وبيرو وبوليفيا والبرازيل والأرجنتين ). البومة المذهلة هي في المقام الأول طائر من الغابات المطيرة الاستوائية، يتم العثور عليه في الغالب في المناطق التي تكون فيها الغابات الكثيفة والنمو القديم غزيرة. ومع ذلك، قد يدخل الموائل الثانوية، مثل حواف الغابات، خاصة أثناء الصيد. في بعض الأحيان، تم العثور عليها في الغابات الجافة وسهول السافانا المزروعة والمزارع والمناطق شبه المفتوحة بالأشجار. في مناطق مثل كوستاريكا، قد يسكنون الغابات الجبلية شبه الاستوائية حتى 1,500 متر (4,900 قدم)، على الرغم من أنها ترتبط بشكل عام بغابات الأراضي المنخفضة.

## وصف
يمكن أن تتراوح البومة من 41 إلى 52.3 سم (16.1 إلى 20.6 بوصة). يمكن أن تتراوح الكتلة عند الذكور من 453 إلى 1,075 جم (0.999 إلى 2.370 رطل)، حيث يمكن للإناث أن تزن من 680 إلى 1250 جم (1.50 إلى 2.76 رطل). 10 ذكور من الأنواع الفرعية المرشحة (P. p. perspicillata) بمتوسط 767 غرام (1.691 رطل) بينما بلغ متوسط عدد الإناث 8 908 غرام (2.002 رطل). لا تخطئها العين في معظم نطاقها (باستثناء البوم Pulsatrix الأخرى) مع الأجزاء العلوية البنية السوداء والرأس والصدر العلوي وعلامات الوجه البيضاء والبيضاء إلى الأجزاء السفلية المائلة للصفرة. العيون صفراء، و Pulsatrix الوحيد الذي له لون العين، ومنقاره شاحب. يكون الحدث أكثر تميزًا من الكبار، كونه أبيض تمامًا بصرف النظر عن قرص الوجه البني بالشوكولاتة. عادة ما يكون الرأس أغمق من الظهر والغطاء، ولكن ظل هذه المنطقة إلى جانب تكوين شريط الثدي هو الميزة الخارجية المميزة المميزة للنوع الفرعي. بالمقارنة مع البومة ذات بطن الحزام (P. melanota)، فهي ذات حجم مشابه أو أكبر قليلاً، لكن هذه الأنواع لها عيون داكنة، وحاجبين أبيضين وحزام صدر بني مكسور بسبب بقع بيضاء ناصعة ما عدا الجزء السفلي من الأجزاء السفلية البيضاء. مع منع البني المحمر. تم العثور على البومة المذهلة بشكل عام على ارتفاعات أقل من تلك الموجودة في بطن الحزام ولكن نطاقاتها تتداخل أو تتاخم من كولومبيا إلى شمال بوليفيا، البومة ذات اللون البني (P. koeniswaldiana)، التي تم العثور عليها من شمال شرق الأرجنتين إلى شرق البرازيل، تشبه إلى حد ما المظهر، لكنها تتميز بصغر حجمها مع وجود حواجب براقة من الحاجبين إلى عيون الكستناء البطن والظلام. لكل نوع من الأنواع الثلاثة المعترف بها حاليًا أغنية مميزة.

## معرض صور

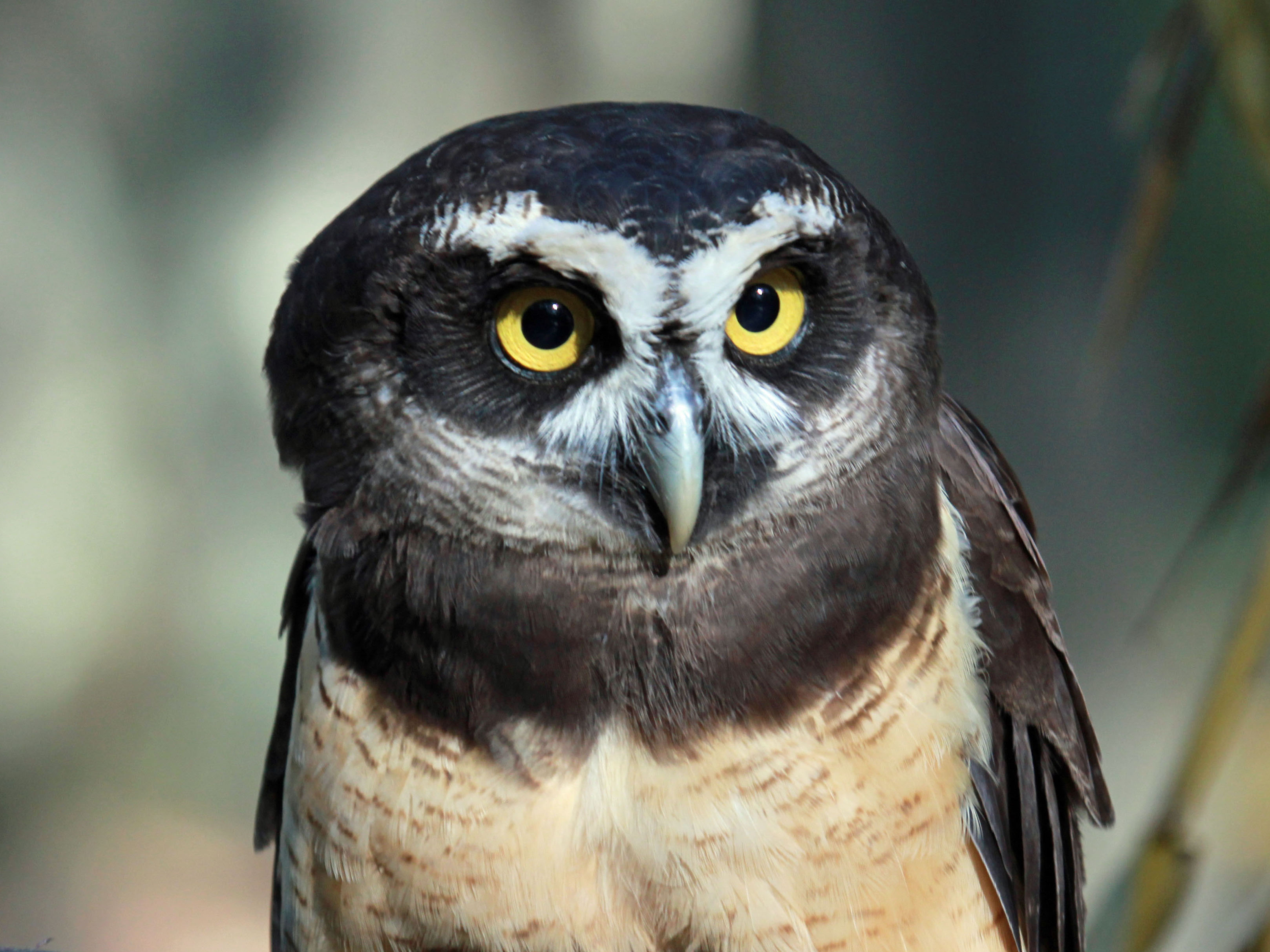
صورة مقرّبة للرأس
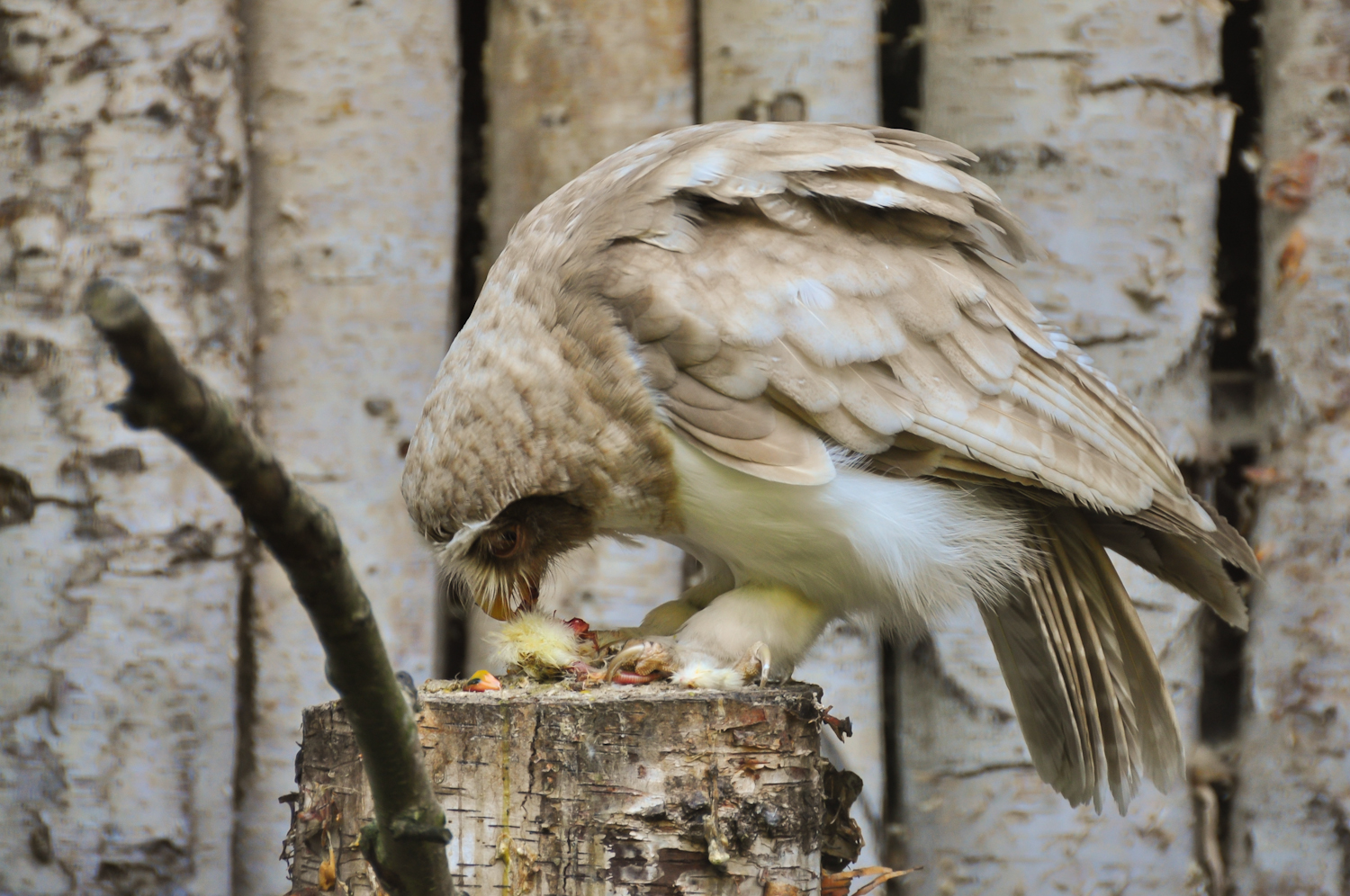
البومة الرائعة التي تستهلك الفريسة
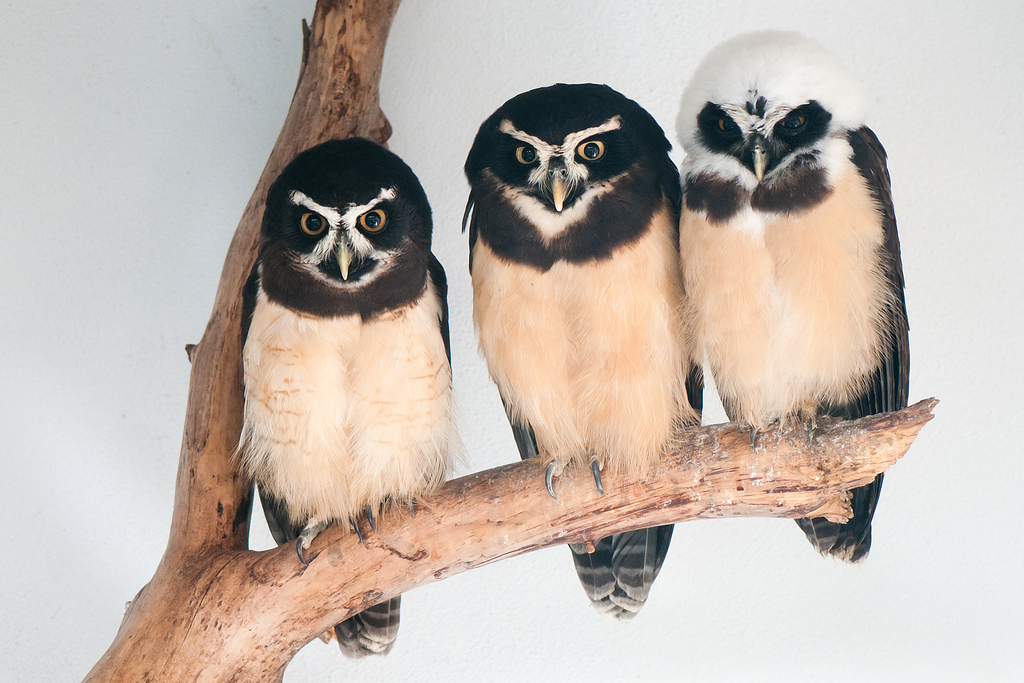
شخصان بالغان وحدث واحد في الأسر

## روابط خارجية
- Stamps (for Belize, Honduras, Paraguay, and Suriname); Stamp-photo
- Spectacled Owl photo gallery VIREO Photo-High Res
- Spectacled Owl videos on the Internet Bird Collection